# Hong Tiek Hiantempel

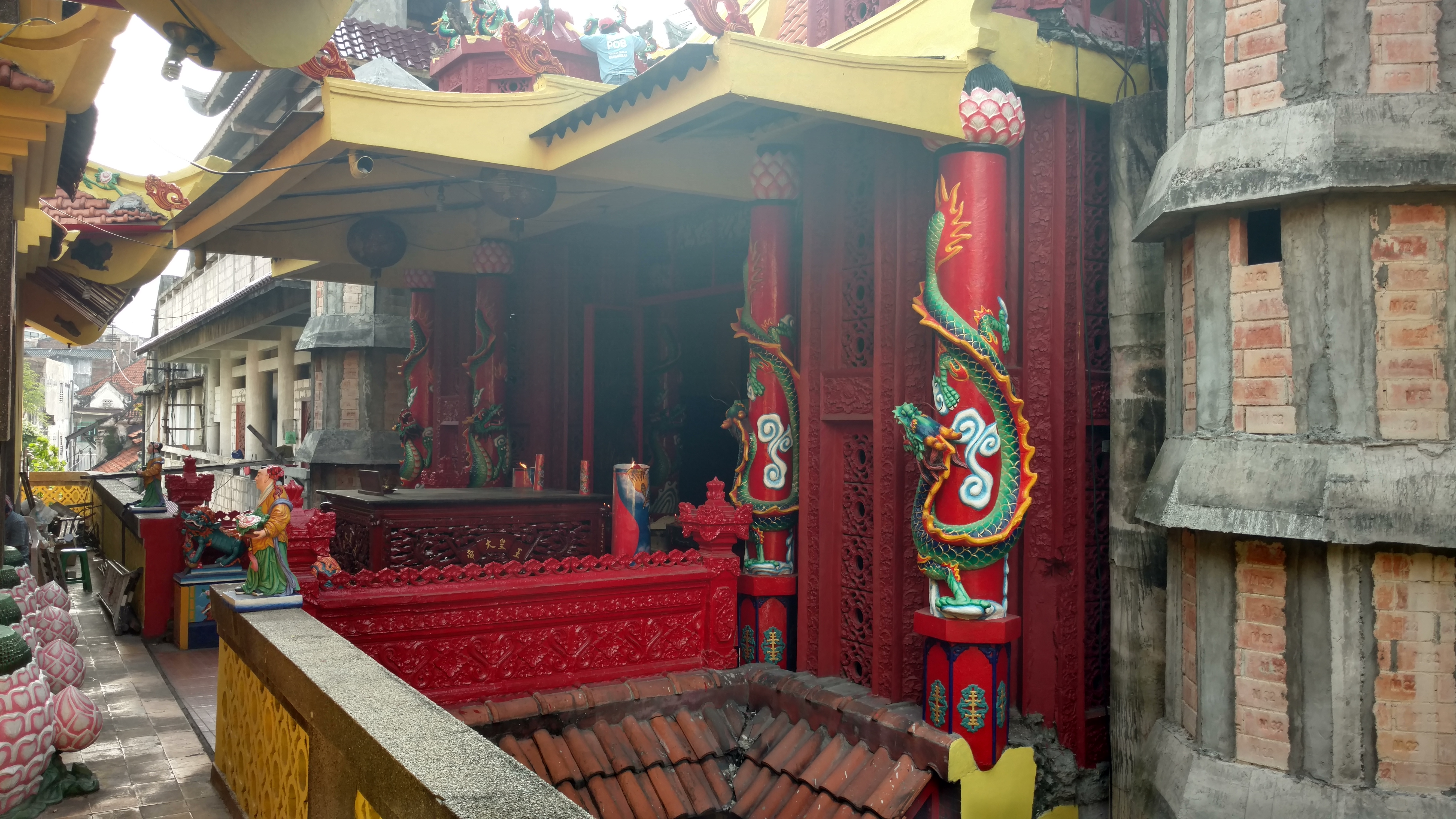
Hong Tiek Hiantempel, te Soerabaja, Indonesië.

Hong Tiek Hiantempel is een Chinese tempel in Soerabaja, Indonesië. De tempel ligt aan de Jalan Dukuh, vlak bij de Chinese buurt van Noord-Soerabaja. Het is de oudste tempel van deze Oost-Javaanse stad. Het werd gebouwd tijdens het begin van het Modjopahit Koninkrijk. De bouwers waren lid van de Tartaarse legereenheid van Kubilai Khan.
De tempel heeft veel bezoekers. Elke dag zijn er voorstellingen te zien van Budai-opera, een Minnanse variant van poppenkast. De voorstellingen gaan over oude Chinese verhalen.